# Ibn al-Qalanisi
Hamza ibn Asad abu Ya'la ibn al-Qalanisi (1070-18 de marzo de 1160) fue un político árabe y cronista en Damasco en el siglo XII.
Era descendiente de la tribu de Banu Tamim, y fue miembro de la nobleza más culta de la ciudad de Damasco. Estudió literatura, teología y derecho, y se desempeñó como secretario en primer lugar, y más tarde el jefe de la cancillería de Damasco (el Diwan al-Rasa'il). Sirvió dos veces como ra'is de la ciudad, un cargo equivalente a alcalde.
Su crónica, la Dhail o Mudhayyal Ta'rikh Dimashq (Continuación de la Crónica de Damasco) fue una extensión de la crónica de Hilal bin al-Muhassin al-Sabi', que abarca desde 1056 hasta la muerte de al-Qalanisi en 1160. Esta crónica es uno de los pocos reportes contemporáneos de la Primera Cruzada y sus consecuencias inmediatas, desde la perspectiva musulmana, por lo que no es sólo una fuente valiosa para los historiadores modernos, sino también para las crónicas tardías del siglo XII, incluyendo Ibn al-Athir.